# عبدالقادر الخیاطی
عبدالقادر الخیاطی (انگلیسی: Abdelkader El Khiati؛ زادهٔ ۱۹۴۵) بازیکن سابق فوتبال اهل مراکش است.
وی عضو تیم ملی فوتبال مراکش در جام جهانی فوتبال ۱۹۷۰ بوده است.